# La noia del bosc
La noia del bosc (títol original en francès, La Fille dans les bois) és un telefilm francès dirigit per Marie-Hélène Copti, emesa el 3 de febrer de 2021 a France 2. És l'adaptació del llibre The Girl in the Woods de Patricia MacDonald. S'ha doblat al català.
El rodatge va tenir lloc a l'Ardecha, als municipis de Privàs, Sant Prist de Privàs, Creisselhas, Mercuer, Pranlas, Entraigas. L'emissió a France 2 va reunir 4.575.000 espectadors, cosa que va representar el 19,4% de quota d'audiència aquella nit.